# Christopher Drazan
Christopher Drazan (* 2. Oktober 1990 in Wien) ist ein österreichischer Fußballspieler auf der Position eines Mittelfeldspielers und Stürmers.

## Karriere

### Verein
Drazan begann seine Karriere in der Jugend von VfB Admira Wacker Mödling. In der Herbstsaison 2006 kam er als 15-Jähriger zum Debüt in der Profimannschaft der Admira und absolvierte darauf folgend vier Profieinsätze. Im Jänner 2007 wechselte er zum SK Rapid Wien, bei dem er vorerst bei den Amateuren zum Einsatz kam. Rapid musste lediglich eine Ausbildungsentschädigung in Höhe von 4.500 € an die Admira überweisen.
Nachdem er am 1. August 2008 im Spiel der Rapid-Amateure gegen den SKU Amstetten drei Torvorlagen gegeben hatte, wurde er von Trainer Peter Pacult für das Spiel der Rapid-Profimannschaft gegen die Kapfenberger SV in den Profikader berufen. Im Spiel kam er in der 67. Minute für Nikica Jelavić zum Einsatz und gab unter anderem eine Torvorlage. Fünf Tage später absolvierte Drazan sein UEFA-Champions-League-Debüt gegen Anorthosis Famagusta. Er wurde in der 57. Minute für Branko Bošković eingewechselt und bereitete die Tore zum 2:1 und 3:1 vor. Am Ende seiner ersten Saison bei Rapid verletzte sich Drazan am Meniskus. Er zog außerdem 2008 mit den Rapid-Amateuren bis ins Viertelfinale des ÖFB-Cups ein. 2009 erzielte er in der Europa League den Treffer zum 3:0 gegen den Hamburger SV.
Am 10. Jänner 2013 wechselte er zum deutschen Zweitligisten 1. FC Kaiserslautern. Dort unterschrieb er einen Vertrag bis Ende Juni 2016. Am 4. Februar 2013 debütierte er für den FCK beim 1:0-Auswärtssieg gegen den TSV 1860 München, als er in der 63. Minute für Albert Bunjaku eingewechselt wurde. Im Jänner 2014 erfolgte die Ausleihe zum Drittligisten Rot-Weiß Erfurt, für den er am 25. Jänner 2014 im Heimspiel gegen Preußen Münster (0:0) als Einwechselspieler debütierte.
Zur Saison 2014/15 wurde er an den österreichischen Zweitligisten LASK Linz verliehen, der ihn nach Saisonende auch fest verpflichtete. Im Sommer 2016 wechselte er zum Bundesligisten SKN St. Pölten.
Im Juli 2017 wechselte er zum Zweitligisten SC Austria Lustenau, bei dem er einen bis Juni 2018 gültigen Vertrag erhielt.
Zur Saison 2018/19 wechselte er nach Liechtenstein zum FC Vaduz. Für Vaduz kam er bis Saisonende zu neun Einsätzen in der Challenge League. Verletzungsbedingt kam er in der Saison 2019/20 zu keinem Einsatz. Im Jänner 2020 kehrte er nach Österreich zurück und wechselte zum Zweitligisten FC Dornbirn 1913, bei dem er einen bis Juni 2020 laufenden Vertrag erhielt. Zur Saison 2020/21 wechselte er zum viertklassigen ASV Siegendorf, im Februar 2021 schloss er sich dem sechstklassigen SC Katzelsdorf an. Im Mai 2023 verlängerte er seinen Vertrag um ein weiteres Jahr. Seit Anfang 2024 spielt er beim ASK Eichkogel, quasi seinem Heimatverein, hatte er doch viele Jahre in Guntramsdorf gelebt.

### Nationalmannschaft
Am 19. August 2008 debütierte Drazan im österreichischen U-21-Team gegen Irland. Drazan spielte bis zur 46. Minute.
Am 5. August wurde er von Teamchef Dietmar Constantini erstmals in den Kader des A-Teams einberufen, wurde jedoch im Freundschaftsspiel gegen Kamerun nicht eingesetzt. Für die folgenden Weltmeisterschaftsqualifikationsspiele gegen die Färöer und Rumänien wurde er abermals in den Nationalmannschaftskader einberufen und sollte auch sein Debüt im Spiel gegen die Färöer geben. Am 3. September 2009 verletzte er sich jedoch im Trainingslager der Nationalmannschaft in Bad Tatzmannsdorf und zog sich einen Teilriss der linken äußeren Sprunggelenksbänder zu. Daraufhin fiel er für beide Begegnungen aus.
Am 10. Oktober 2009 debütierte er mit einmonatiger Verspätung für die Nationalmannschaft im Qualifikationsspiel gegen Litauen. Drazan wurde in der 57. Spielminute beim Stand von 1:0 für Österreich für Daniel Beichler eingewechselt. Österreich gewann das Spiel mit 2:1.

## Persönliches
Sein Vater war der ehemalige FK-Austria-Wien-Spieler Friedrich „Fritz“ Drazan.